# Passage Island (ö i Falklandsöarna)
Passage Island är en ö i territoriet Falklandsöarna (Storbritannien). Den ligger i den nordvästra delen av landet. Ön är täckt av hed.